# Kombinat Zentraler Industrieanlagenbau der Metallurgie
Der VEB Kombinat Zentraler Industrieanlagenbau der Metallurgie Berlin (ZIM) wurde 1984 gegründet und war ein Entwickler und Hersteller von industrieller Automatisierungs- und Robotertechnik sowie weiteren Industrieprodukten in der Deutschen Demokratischen Republik.

## Geschichte
Ein Vorgänger des Zentralen Industrieanlagenbaus der Metallurgie war das Zentralinstitut der Metallurgie, das Ende der 1960er Jahre gegründet wurde und ebenfalls die Abkürzung ZIM nutzte. Auf Betreiben des Ministeriums für Erzbergbau, Metallurgie und Kali, dem das Kombinat im Verlauf seines Bestehens unterstand, wurden 1979 Produktionsbetriebe an das Institut angegliedert. Hieraus entstand der VEB Zentraler Ingenieurbetrieb der Metallurgie. Das Kombinat sollte unter anderem die Rationalisierung und Automatisierung in der metallurgischen Branche vorantreiben.
Durch die Angliederung weiterer Produktionsbetriebe wurde der VEB Zentraler Ingenieurbetrieb der Metallurgie 1984 in das Kombinat VEB Kombinat Zentraler Industrieanlagenbau der Metallurgie umgeformt.
Obwohl Roboter- und Automatisierungstechnik die technologischen „Aushängeschilder“ des Kombinats darstellten und das Kombinat innerhalb der DDR-Wirtschaft als vergleichsweise innovationsstark galt, wurde ein Großteil des Umsatzes durch Schmiedeteile, Fittings und Feuerfestmaterialien erwirtschaftet.
Im Zuge der Wende wurde das Kombinat am 6. Juni 1990 aufgelöst. Rückwirkend zum 1. Mai wurde die BAGUT Unternehmensverwaltungs– und Service–Gesellschaft mbH (Berliner Anlagen–, Geräte– und Umform–Technik) gegründet. Diese wurde als Holdinggesellschaft mit der Entflechtung und Privatisierung einzelner Betriebe betraut. Die BAGUT umfasste allerdings nicht die Betriebe Metallurgieanlagen Wittstock (ab 1989 für kurze Zeit im Bandstahlkombinat), Metallurgieelektronik Leipzig und Metallurgieofenbau Meißen, welche bereits zuvor aus dem Kombinat herausgelöst wurden.

## Zugehörige Betriebe und Produkte
Das Kombinat setzte sich 1989 aus sechs Betrieben zusammen:
| Betrieb                                           | Tätigkeit                                                                          |
| ------------------------------------------------- | ---------------------------------------------------------------------------------- |
| VEB Automatisierungsbetrieb Berlin (Stammbetrieb) | Herstellung von Industrierobotern und Schmiedeteilen.                              |
| VEB Metallurgieofenbau Meißen                     | Herstellung von Industrieöfen und Feuerfesterzeugnissen.                           |
| VEB Metallurgieanlagen Wittstock                  | Herstellung von Industrierobotern und metallurgischen Anlagen.                     |
| VEB Metallurgieelektronik Leipzig                 | Herstellung von Automatisierungstechnik und Schaltkreisen.                         |
| VEB Metallformwerk Parchim                        | Herstellung von Stahlfittings, Rohrverbindungselementen und Gusseisenerzeugnissen. |
| VEB Mantissa Dresden                              | Herstellung von Lehrmitteln und Messsonden für die Metallurgie.                    |